# دائرة سيرسا لا سورس
دائرة سيرسا لا سورس هي إحدى الدوائر الأربع في الإدارة الوسطى في هايتي، يبلغ عدد سكانها 82,827 في إحصائيات أغسطس 2003، تتبعها بلديتان، ورمزها البريدي يبدأ بالرقم 54.